# Cipura paradisiaca
Cipura paradisiaca är en irisväxtart som beskrevs av Pierfelice Ravenna. Cipura paradisiaca ingår i släktet Cipura och familjen irisväxter. Inga underarter finns listade i Catalogue of Life.